# Otto Bütschli
Johann Adam Otto Bütschli (Majna-Frankfurt, 1848. május 3. –  Heidelberg, 1920. február 3.) német zoológus.

## Életútja
Tanulmányait a karlsruhei és heidelbergi műegyetemen és a Lipcsei Egyetemen végezte. 1876-ban docensnek habilitálták a karlsruhei műegyetemen; 1878-tól kezdve az állattan rendes tanára a heidelbergai egyetemen. Dolgozatai alsóbbrendü állatok fejlődésére és anatómiájára, főleg pedig a véglényekre, az állati petesejt oszlására és a protoplazma szerkezetére vonatkoznak.

## Főbb munkái
- Studien über die Zelltheilung, die ersten Entwickelungsvorgänge der Eizellen u. die Conjugation der Infusorien (1876)
- Protozoen, I-II. (1880-1890)
- Bronn Klassen u. Urdnungen des Thierreichs c. nagy munkája I. kötetének II. kiadása
- Untersuchungen über mikroskopische Schäume u das Protoplasma (1892)